# Canton de Lorris
Le canton de Lorris  est une circonscription électorale française du département du Loiret.
À la suite du redécoupage cantonal de 2014, les limites territoriales du canton sont remaniées. Le nombre de communes du canton passe de 13 à 38.

## Histoire
Le canton de Lorris a été créé en 1801.
Les redécoupages des arrondissements intervenus en 1926 et 1942 n'ont pas affecté le canton de Lorris, rattaché depuis 1800 (an VIII) à l'arrondissement de Montargis.
Un nouveau découpage territorial entre en vigueur en mars 2015, défini par le décret du 25 février 2014, en application des lois du 17 mai 2013 (loi organique 2013-402 et loi 2013-403). Les conseillers départementaux sont, à compter de ces élections, élus au scrutin majoritaire binominal mixte. Les électeurs de chaque canton élisent au Conseil départemental, nouvelle appellation du Conseil général, deux membres de sexes différents, qui se présentent en binôme de candidats. Les conseillers départementaux sont élus pour 6 ans au scrutin binominal majoritaire à deux tours, l'accès au second tour nécessitant 12,5 % des inscrits au 1er tour. En outre la totalité des conseillers départementaux est renouvelée. Ce nouveau mode de scrutin nécessite un redécoupage des cantons dont le nombre est divisé par deux avec arrondi à l'unité impaire supérieure. Dans le Loiret, le nombre de cantons passe ainsi de 41 à 21. Le nombre de communes du canton de Lorris passe de 13 à 38.

## Représentation

### Conseillers d'arrondissement (de 1833 à 1940)
| Période                                  | Période      | Identité                           | Étiquette | Qualité |
| ---------------------------------------- | ------------ | ---------------------------------- | --------- | --- |
| 1833                                     | 1842         | Louis Henry Prochasson             |           | Greffier de la justice de paix à Lorris                                                                            |
| 1842                                     | 1848         | Michel Félix de Violaine           |           | Inspecteur des Forêts de la Couronne, propriétaire à Lorris                                                        |
| 1848                                     | 1850         | Louis Henri Prochasson (1798-1872) |           | Tonnelier, maire de Lorris                                                                                         |
|                                          |              |                                    |           | |
|                                          | 1883         | Jean François Boyer (1805-1887)    |           | Médecin, maire de Lorris, Président du Conseil d'arrondissement, Président de l'Association des médecins du Loiret |
|                                          |              |                                    |           | |
|                                          | 1899 (décès) | Edmé Leturcq (1842-1899)           |           | Notaire à Lorris                                                                                                   |
| 9 avr. 1899                              |              |                                    |           | |
|                                          |              |                                    |           | |
| 1913                                     |              | Célestin Péron                     | Rad.      | Conseiller municipal de Lorris                                                                                     |
| 1937                                     | 1940         | Pierre Berger                      | Droite    | Vétérinaire à Lorris                                                                                               |
| 1940                                     |              |                                    |           | Les conseils d'arrondissement ont été suspendus par la loi du 12 octobre 1940 et n'ont jamais été réactivés        |
| Les données manquantes sont à compléter. |              |                                    |           | |

### Conseillers généraux de 1833 à 2015
| Période                                  | Période            | Identité                                  | Étiquette                 | Qualité |
| ---------------------------------------- | ------------------ | ----------------------------------------- | ------------------------- | --- |
| 10 novembre 1833                         | 7 mai 1850 (décès) | Pierre Barthélémy Garnier                 |                           | Médecin à Montargis, membre de l'académie Impériale de Médecine                                                     |
| 7 juillet 1850                           | 1861               | Louis Henry Prochasson                    |                           | Propriétaire Maire de Lorris (?-?), ancien greffier de la justice de paix, ancien conseiller d'arrondissement       |
| 15-17 juin 1861                          | 1870               | Michel Félix de Violaine (décédé en 1872) |                           | Inspecteur des Forêts de la Couronne Propriétaire à Lorris, ancien conseiller d'arrondissement                      |
| 12 juin 1870                             | 1901 (décès)       | Charles Joseph Nouette-Delorme            | Républicain               | Propriétaire-éleveur Président du Comice agricole de l'arrondissement de Montargis Maire d'Ouzouer-des-Champs (?-?) |
| 1901                                     | 1919               | Louis Lucien Naudin                       | Républicain               | Médecin Maire de Lorris (?-?)                                                                                       |
| 14 décembre 1919                         | 1936               | Marceau Thomas                            | URD                       | Vétérinaire Conseiller municipal de Lorris                                                                          |
| 5 janvier 1936                           | 1937 (décès)       | Constant Renard                           | Radical                   | Quincaillier Maire de Lorris (?-?)                                                                                  |
| 7 mars 1937                              | 1940               | Constant Leturcq                          | FR                        | Notaire Maire de Lorris (?-?)                                                                                       |
|                                          |                    | Seconde Guerre mondiale                   |                           | |
| 1945                                     | 1949               | Constant Edmé Leturcq                     | DVD                       | Notaire Maire de Lorris (1945-?)                                                                                    |
| 1949                                     | 1973               | Pierre Berger                             | RPF puis RS puis app. UDR | Vétérinaire à Lorris                                                                                                |
| 1973                                     | 1992               | Bernard Charpentier                       | DVD puis RPR              | Agriculteur Maire de Lorris (?-?), député suppléant de Jean-Paul Charié (1981-1986)                                 |
| 1992                                     | 1996 (décès)       | Jean Lanthiez                             | UDF-PR                    | Médecin Conseiller municipal de Lorris (1978-1989)                                                                  |
| 1996                                     | 2011               | Guy Parmentier                            | DVG-app.PCF               | Agriculteur Maire de Vieilles-Maisons-sur-Joudry (1971-2008)                                                        |
| 2011                                     | 2015               | Denis Godeau                              | PS                        | Responsable recherche et développement Vieilles-Maisons-sur-Joudry                                                  |
| Les données manquantes sont à compléter. |                    |                                           |                           | |

#### Résultats électoraux détaillés
- Élections cantonales de 2004 : Guy Parmentier (Divers gauche) est élu au 2e tour avec 42,85 % des suffrages exprimés, devant Jean Debouzy (Divers droite) (41,33 %) et David Bailleul (FN) (15,82 %). Le taux de participation est de 72,72 % (4 433 votants sur 6 096 inscrits)[12].
- Élections cantonales de 2011 : Denis Godeau (PS) est élu au 2e tour avec 58,48 % des suffrages exprimés, devant Renée Recoussines (FN) (41,52 %). Le taux de participation est de 55,95 % (3 697 votants sur 6 608 inscrits)[13].

### Représentation après 2015
| Période élective | Période élective | Mandat | Mandat    | Identité             | Nuance | Nuance | Qualité |
| ---------------- | ---------------- | ------ | --------- | -------------------- | ------ | ------ | --- |
| 2015             | 2021             | 2015   | 2021      | Marie-Laure Beaudoin |        | DVD    | Maire de Coudroy (2014-2020) |
| 2015             | 2021             | 2015   | 2021      | Alain Grandpierre    |        | LR     | Agriculteur retraité, maire de La Chapelle-sur-Aveyron (jusqu'en 2020) 12ème Vice-Président du Conseil départemental Ancien conseiller général du Canton de Châtillon-Coligny |
| 2021             | 2028             | 2021   | en cours  | Marie-Laure Beaudoin |        | DVD    | Conseillère sortante |
| 2021             | 2028             | 2021   | juin 2024 | Alain Grandpierre    |        | LR     | Conseiller sortant décédé en fonctions |
| 2021             | 2028             | 2024   | en cours  | Yohan Jobet          |        | LR     | Maire de Quiers-sur-Bezonde |

### Résultats détaillés

#### Élections de mars 2015
À l'issue du 1er tour des élections départementales de 2015, deux binômes sont en ballottage : David Bailleul et Muriel Baud (FN, 38,33 %) et Marie-Laure Beaudoin et Alain Grandpierre (Union de la Droite, 32,52 %). Le taux de participation est de 55,42 % (10 992 votants sur 19 834 inscrits) contre 49,98 % au niveau départemental et 50,17 % au niveau national.
Au second tour, Marie-Laure Beaudoin et Alain Grandpierre (Union de la Droite) sont élus avec 57,42 % des suffrages exprimés et un taux de participation de 56,77 % (5 912 voix pour 11 260 votants et 19 834 inscrits).

#### Élections de juin 2021
Le premier tour des élections départementales de 2021 est marqué par un très faible taux de participation (33,26 % au niveau national). Dans le canton de Lorris, ce taux de participation est de 35,77 % (7 077 votants sur 19 784 inscrits) contre 32,6 % au niveau départemental. À l'issue de ce premier tour, deux binômes sont en ballottage : Marie-Laure Beaudoin et Alain Grandpierre (DVD, 45,24 %) et Hubert de Pirey et Emilia Lamiable (RN, 32,79 %).
Le second tour des élections est marqué une nouvelle fois par une abstention massive équivalente au premier tour. Les taux de participation sont de 34,36 % au niveau national, 32,79 % dans le département et 35,83 % dans le canton de Lorris. Marie-Laure Beaudoin et Alain Grandpierre (DVD) sont élus avec 64,87 % des suffrages exprimés (4 253 voix pour 7 089 votants et 19 785 inscrits),,. 

## Composition

### Composition avant 2015

Situation du canton de Lorris dans le département du Loiret avant 2015.

Le canton de Lorris, d'une superficie de 272 km2, était composé de treize communes.
| Nom                         | Code Insee | Codepostal | Superficie (km2) | Population (dernière pop. légale) | Densité (hab./km2) |
| --------------------------- | ---------- | ---------- | ---------------- | --------------------------------- | ------------------ |
| Lorris (chef-lieu)          | 45187      | 45260      | 44,91            | 3 034 (2012)                      | 68                 |
| Chailly-en-Gâtinais         | 45066      | 45260      | 18,37            | 705 (2012)                        | 38                 |
| Coudroy                     | 45107      | 45260      | 14,73            | 347 (2012)                        | 24                 |
| La Cour-Marigny             | 45112      | 45260      | 13,43            | 326 (2012)                        | 24                 |
| Montereau                   | 45213      | 45260      | 50,12            | 629 (2012)                        | 13                 |
| Noyers                      | 45230      | 45260      | 18,06            | 763 (2012)                        | 42                 |
| Oussoy-en-Gâtinais          | 45239      | 45290      | 23,23            | 417 (2012)                        | 18                 |
| Ouzouer-des-Champs          | 45242      | 45290      | 11,32            | 270 (2012)                        | 24                 |
| Presnoy                     | 45256      | 45260      | 7,72             | 245 (2012)                        | 32                 |
| Saint-Hilaire-sur-Puiseaux  | 45283      | 45700      | 11,34            | 166 (2012)                        | 15                 |
| Thimory                     | 45321      | 45260      | 12,37            | 745 (2012)                        | 60                 |
| Varennes-Changy             | 45332      | 45290      | 29,77            | 1 545 (2012)                      | 52                 |
| Vieilles-Maisons-sur-Joudry | 45334      | 45260      | 16,46            | 630 (2012)                        | 38                 |

### Composition à partir de 2015
Le nouveau canton de Lorris comprend trente-huit communes entières.
| Nom                            | Code Insee | Intercommunalité                | Superficie (km2) | Population (dernière pop. légale) | Densité (hab./km2) | Modifier                                    |
| ------------------------------ | ---------- | ------------------------------- | ---------------- | --------------------------------- | ------------------ | ------------------------------------------- |
| Lorris (bureau centralisateur) | 45187      | CC Canaux et Forêts en Gâtinais | 44,91            | 3 002 (2022)                      | 67                 | modifier les données · modifier les données |
| Aillant-sur-Milleron           | 45002      | CC Canaux et Forêts en Gâtinais | 26,93            | 374 (2022)                        | 14                 | modifier les données · modifier les données |
| Auvilliers-en-Gâtinais         | 45017      | CC Canaux et Forêts en Gâtinais | 20,61            | 335 (2022)                        | 16                 | modifier les données · modifier les données |
| Beauchamps-sur-Huillard        | 45027      | CC Canaux et Forêts en Gâtinais | 18,09            | 402 (2022)                        | 22                 | modifier les données · modifier les données |
| Bellegarde                     | 45031      | CC Canaux et Forêts en Gâtinais | 4,93             | 1 416 (2022)                      | 287                | modifier les données · modifier les données |
| Chailly-en-Gâtinais            | 45066      | CC Canaux et Forêts en Gâtinais | 18,37            | 688 (2022)                        | 37                 | modifier les données · modifier les données |
| La Chapelle-sur-Aveyron        | 45077      | CC Canaux et Forêts en Gâtinais | 19,03            | 623 (2022)                        | 33                 | modifier les données · modifier les données |
| Chapelon                       | 45078      | CC Canaux et Forêts en Gâtinais | 6,52             | 250 (2022)                        | 38                 | modifier les données · modifier les données |
| Le Charme                      | 45079      | CC Canaux et Forêts en Gâtinais | 13,82            | 149 (2022)                        | 11                 | modifier les données · modifier les données |
| Châtenoy                       | 45084      | CC Canaux et Forêts en Gâtinais | 25,84            | 424 (2022)                        | 16                 | modifier les données · modifier les données |
| Châtillon-Coligny              | 45085      | CC Canaux et Forêts en Gâtinais | 25,53            | 1 858 (2022)                      | 73                 | modifier les données · modifier les données |
| Cortrat                        | 45105      | CC Canaux et Forêts en Gâtinais | 11,03            | 82 (2022)                         | 7,4                | modifier les données · modifier les données |
| Coudroy                        | 45107      | CC Canaux et Forêts en Gâtinais | 14,73            | 299 (2022)                        | 20                 | modifier les données · modifier les données |
| La Cour-Marigny                | 45112      | CC Canaux et Forêts en Gâtinais | 13,43            | 367 (2022)                        | 27                 | modifier les données · modifier les données |
| Dammarie-sur-Loing             | 45121      | CC Canaux et Forêts en Gâtinais | 20,94            | 460 (2022)                        | 22                 | modifier les données · modifier les données |
| Fréville-du-Gâtinais           | 45150      | CC Canaux et Forêts en Gâtinais | 9,77             | 178 (2022)                        | 18                 | modifier les données · modifier les données |
| Ladon                          | 45178      | CC Canaux et Forêts en Gâtinais | 13,75            | 1 394 (2022)                      | 101                | modifier les données · modifier les données |
| Mézières-en-Gâtinais           | 45205      | CC Canaux et Forêts en Gâtinais | 9,86             | 259 (2022)                        | 26                 | modifier les données · modifier les données |
| Montbouy                       | 45210      | CC Canaux et Forêts en Gâtinais | 26,73            | 727 (2022)                        | 27                 | modifier les données · modifier les données |
| Montcresson                    | 45212      | CC Canaux et Forêts en Gâtinais | 21,00            | 1 257 (2022)                      | 60                 | modifier les données · modifier les données |
| Montereau                      | 45213      | CC Canaux et Forêts en Gâtinais | 50,12            | 644 (2022)                        | 13                 | modifier les données · modifier les données |
| Moulon                         | 45219      | CC Canaux et Forêts en Gâtinais | 9,40             | 183 (2022)                        | 19                 | modifier les données · modifier les données |
| Nesploy                        | 45223      | CC Canaux et Forêts en Gâtinais | 12,87            | 368 (2022)                        | 29                 | modifier les données · modifier les données |
| Nogent-sur-Vernisson           | 45229      | CC Canaux et Forêts en Gâtinais | 33,27            | 2 571 (2022)                      | 77                 | modifier les données · modifier les données |
| Noyers                         | 45230      | CC Canaux et Forêts en Gâtinais | 18,06            | 743 (2022)                        | 41                 | modifier les données · modifier les données |
| Oussoy-en-Gâtinais             | 45239      | CC Canaux et Forêts en Gâtinais | 23,23            | 423 (2022)                        | 18                 | modifier les données · modifier les données |
| Ouzouer-des-Champs             | 45242      | CC Canaux et Forêts en Gâtinais | 11,32            | 279 (2022)                        | 25                 | modifier les données · modifier les données |
| Ouzouer-sous-Bellegarde        | 45243      | CC Canaux et Forêts en Gâtinais | 11,57            | 314 (2022)                        | 27                 | modifier les données · modifier les données |
| Presnoy                        | 45256      | CC Canaux et Forêts en Gâtinais | 7,72             | 256 (2022)                        | 33                 | modifier les données · modifier les données |
| Pressigny-les-Pins             | 45257      | CC Canaux et Forêts en Gâtinais | 11,91            | 530 (2022)                        | 45                 | modifier les données · modifier les données |
| Quiers-sur-Bezonde             | 45259      | CC Canaux et Forêts en Gâtinais | 16,61            | 1 165 (2022)                      | 70                 | modifier les données · modifier les données |
| Saint-Hilaire-sur-Puiseaux     | 45283      | CC Canaux et Forêts en Gâtinais | 11,34            | 154 (2022)                        | 14                 | modifier les données · modifier les données |
| Saint-Maurice-sur-Aveyron      | 45292      | CC Canaux et Forêts en Gâtinais | 53,76            | 842 (2022)                        | 16                 | modifier les données · modifier les données |
| Sainte-Geneviève-des-Bois      | 45278      | CC Canaux et Forêts en Gâtinais | 40,74            | 1 062 (2022)                      | 26                 | modifier les données · modifier les données |
| Thimory                        | 45321      | CC Canaux et Forêts en Gâtinais | 12,37            | 691 (2022)                        | 56                 | modifier les données · modifier les données |
| Varennes-Changy                | 45332      | CC Canaux et Forêts en Gâtinais | 29,77            | 1 483 (2022)                      | 50                 | modifier les données · modifier les données |
| Vieilles-Maisons-sur-Joudry    | 45334      | CC Canaux et Forêts en Gâtinais | 16,46            | 621 (2022)                        | 38                 | modifier les données · modifier les données |
| Villemoutiers                  | 45339      | CC Canaux et Forêts en Gâtinais | 16,18            | 475 (2022)                        | 29                 | modifier les données · modifier les données |
| Canton de Lorris               | 4508       |                                 | 752,52           | 27 348 (2022)                     | 36                 | modifier les données                        |

## Démographie

### Démographie avant 2015
| 1962  | 1968  | 1975  | 1982  | 1990  | 1999  | 2006  | 2011  | 2012  |
| ----- | ----- | ----- | ----- | ----- | ----- | ----- | ----- | ----- |
| 6 091 | 6 303 | 6 387 | 6 918 | 7 484 | 8 169 | 9 238 | 9 756 | 9 822 |

### Démographie depuis 2015
En 2022, le canton comptait 27 348 habitants, en évolution de −1,87 % par rapport à 2016 (Loiret : +1,89 %, France hors Mayotte : +2,11 %).
| 2013   | 2018   | 2022   |
| ------ | ------ | ------ |
| 28 234 | 27 555 | 27 348 |